# 白唇胸麗魚
白唇胸麗魚，為輻鰭魚綱鱸形目隆頭魚亞目慈鯛科的其中一種，分布於非洲安哥拉及那米比亞的庫內內河流域，體長可達15.1公分，棲息在岩石底質水域，生活習性不明。